# Torneig de les Cinc Nacions 1994
El Torneig de les Sis Nacions 1994 va ser el 65a edició en el format de cinc nacions i la del centenari tenint en compte les edicions del Home Nations Championship. Aq1uesta edició del torneig fou la primera que el campió es va haver de dirimir per la diferència de punts. Gal·les va guanyar el torneig, encara que una derrota a domicili per 15-8 davant d'Anglaterra en el seu últim partit significava perdre el Grand Slam. Anglaterra necessitava un marge de 16 punts sobre Gal·les en el partit final per prendre-li el torneig, però es va quedar curt, concedint una oportunitat. Anglaterra va guanyar la Copa Calcuta, mentre que la Triple Corona va quedar deserta.

## Participants
| Nació      | Estadi           | Ciutat   | Entrenador       |
| ---------- | ---------------- | -------- | ---------------- |
| Anglaterra | Twickenham       | Londres  | Geoff Cooke      |
| França     | Parc des Princes | París    | Pierre Berbizier |
| Irlanda    | Lansdowne Road   | Dublín   | Gerry Murphy     |
| Escòcia    | Murrayfield      | Edimburg | Jim Telfer       |
| Gal·les    | National Stadium | Cardiff  | Alan Davies      |

## Classificació
| Posició | Nació      | Partits | Partits | Partits | Partits | Punts | Punts   | Punts      | Taula de punts |
| Posició | Nació      | Played  | Won     | Drawn   | Lost    | For   | Against | Difference | Taula de punts |
| ------- | ---------- | ------- | ------- | ------- | ------- | ----- | ------- | ---------- | -------------- |
| 1       | Gal·les    | 4       | 3       | 0       | 1       | 78    | 51      | +27        | 6              |
| 2       | Anglaterra | 4       | 3       | 0       | 1       | 60    | 49      | +11        | 6              |
| 3       | França     | 4       | 2       | 0       | 2       | 84    | 69      | +25        | 4              |
| 4       | Irlanda    | 4       | 1       | 1       | 2       | 49    | 70      | −21        | 3              |
| 5       | Escòcia    | 4       | 0       | 1       | 3       | 38    | 70      | −32        | 1              |

## Results
| França                                                                        | 35–15 | Irlanda         | 1994-01-15 14:30 - Parc des Princes, París Assistència: 49 000 espectadors Àrbitre: J. M. Fleming (Escòcia) |
| assaigs: Benetton Lacroix Merle Saint-André Con: Lacroix (3) Pen: Lacroix (3) |       | Pen: Elwood (5) | 1994-01-15 14:30 - Parc des Princes, París Assistència: 49 000 espectadors Àrbitre: J. M. Fleming (Escòcia) |

| Gal·les                                                         | 29–6 | Escòcia              | 1994-01-15 14:30 - National Stadium, Cardiff Àrbitre: P. Robin (França) |
| assaigs: I. Evans Rayer (2) Con: N. Jenkins Pen: N. Jenkins (4) |      | Pen: G. Hastings (2) | 1994-01-15 14:30 - National Stadium, Cardiff Àrbitre: P. Robin (França) |

| Irlanda         | 15–17 | Gal·les                                 | 1994-02-05 14:30 - Lansdowne Road, Dublín Àrbitre: A. J. Spreadbury (Anglaterra) |
| Pen: Elwood (5) |       | assaigs: N. Jenkins Pen: N. Jenkins (4) | 1994-02-05 14:30 - Lansdowne Road, Dublín Àrbitre: A. J. Spreadbury (Anglaterra) |

| Escòcia                                                  | 14–15 | Anglaterra       | 1994-02-05 14:30 - Murrayfield, Edimburg Àrbitre: L. L. McLachlan (Nova Zelanda) |
| assaigs: Wainwright Pen: G. Hastings (2) Drops: Townsend |       | Pen: Callard (5) | 1994-02-05 14:30 - Murrayfield, Edimburg Àrbitre: L. L. McLachlan (Nova Zelanda) |

| Anglaterra       | 12–13 | Irlanda                                        | 1994-02-19 14:30 - Twickenham, Londres Àrbitre: P. Thomas (França) |
| Pen: Callard (4) |       | assaigs: Geoghegan Con: Elwood Pen: Elwood (2) | 1994-02-19 14:30 - Twickenham, Londres Àrbitre: P. Thomas (França) |

| Gal·les                                                      | 24–15 | França                                          | 1994-02-19 14:30 - National Stadium, Cardiff Assistència: 52.000 espectadors Àrbitre: L. L. McLachlan (Nova Zelanda) |
| assaigs: Quinnell Walker Con: N. Jenkins Pen: N. Jenkins (4) |       | assaigs: Roumat Sella Con: Lacroix Pen: Lacroix | 1994-02-19 14:30 - National Stadium, Cardiff Assistència: 52.000 espectadors Àrbitre: L. L. McLachlan (Nova Zelanda) |

| França                            | 14–18 | Anglaterra                    | 1994-03-05 14:30 - Parc des Princes, París Assistència: 48.717 espectadors Àrbitre: S. R. Hilditch (Irlanda) |
| assaigs: Benazzi Pen: Lacroix (3) |       | Pen: Andrew (5) Drops: Andrew | 1994-03-05 14:30 - Parc des Princes, París Assistència: 48.717 espectadors Àrbitre: S. R. Hilditch (Irlanda) |

| Irlanda         | 6–6 | Escòcia              | 1994-03-05 14:30 - Lansdowne Road, Dublín Àrbitre: E. F. Morrison (Anglaterra) |
| Pen: Elwood (2) |     | Pen: G. Hastings (2) | 1994-03-05 14:30 - Lansdowne Road, Dublín Àrbitre: E. F. Morrison (Anglaterra) |

| Anglaterra                                           | 15–8 | Gal·les                         | 1994-03-19 14:30 - Twickenham, Londres Àrbitre: J. M. Fleming (Escòcia) |
| assaigs: Rodber R. Underwood Con: Andrew Pen: Andrew |      | assaigs: Walker Pen: N. Jenkins | 1994-03-19 14:30 - Twickenham, Londres Àrbitre: J. M. Fleming (Escòcia) |

| Escòcia              | 12–20 | França                                                               | 1994-03-19 14:30 - Murrayfield, Edimburg Assistència: 49.000 espectadors Àrbitre: W. D. Bevan (Gal·les) |
| Pen: G. Hastings (4) |       | assaigs: Sadourny Saint-André Con: Lacroix Montlaur Pen: Lacroix (2) | 1994-03-19 14:30 - Murrayfield, Edimburg Assistència: 49.000 espectadors Àrbitre: W. D. Bevan (Gal·les) |